# الیوت گراهام
الیوت گراهام (انگلیسی: Elliot Graham؛ زادهٔ ۱۹۷۶) یک تدوین‌گر اهل ایالات متحده آمریکا است.

## بخشی از فیلمشناسی
- ایکس ۲: مردان متحد (خواننده، ۲۰۰۳; co-editor به همراه جان آتمن)
- بهترین بازی دنیا (Paxton(⎘ بیل پکستون), ۲۰۰۵)
- بازگشت سوپرمن (فیلم) (خواننده، ۲۰۰۶; co-editor به همراه جان آتمن)
- ۲۱ (فیلم) (رابرت لوکتیک، ۲۰۰۸)
- میلک (فیلم) (۲۰۰۸)
- بی‌قرار (فیلم ۲۰۱۱) (۲۰۱۱)
- زباله (فیلم ۲۰۱۴) ((استیون دالدری، ۲۰۱۴)
- استیو جابز (فیلم) (دنی بویل، ۲۰۱۵)